# Julius Scharlach

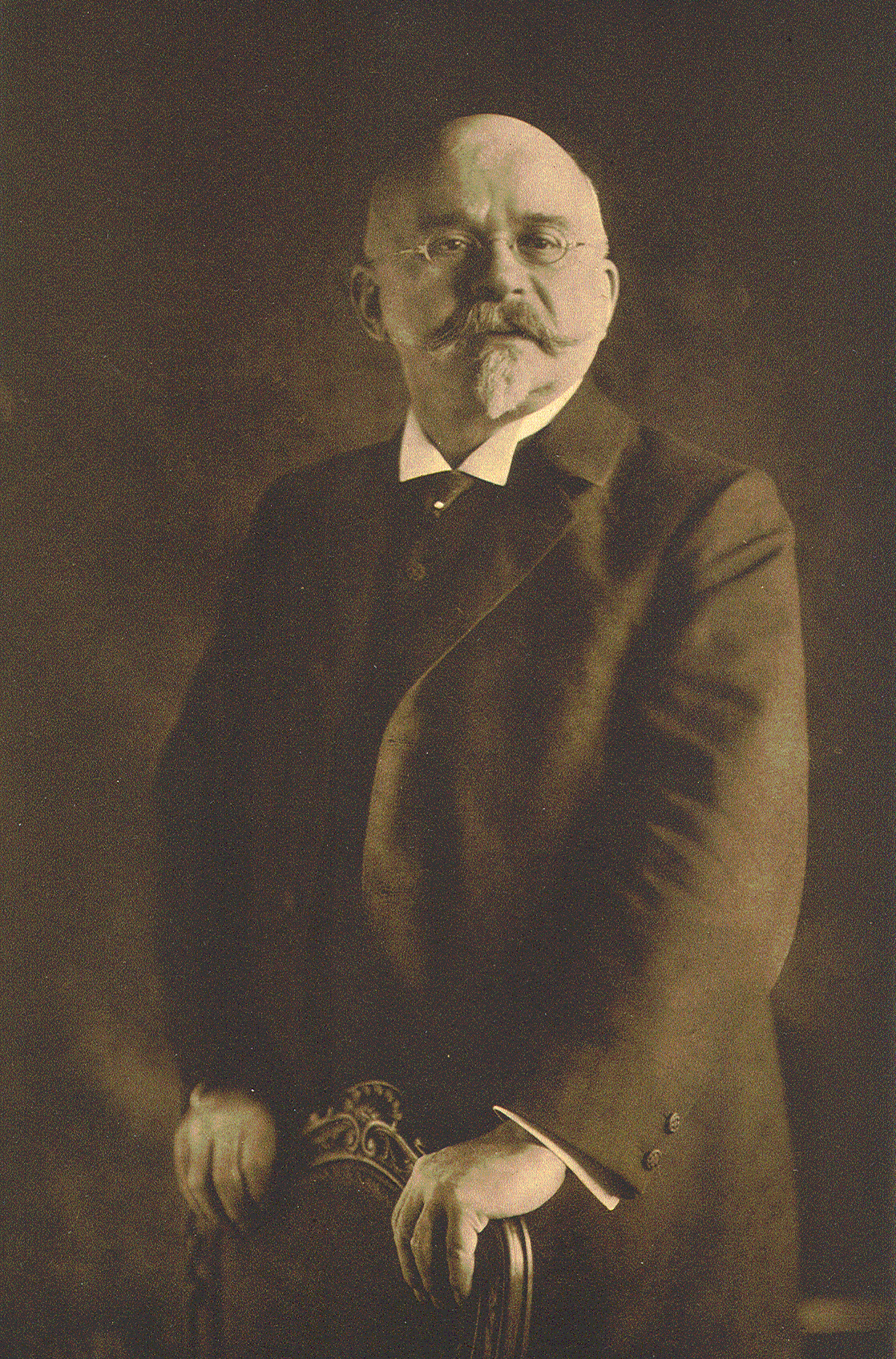
Julius Scharlach 1905

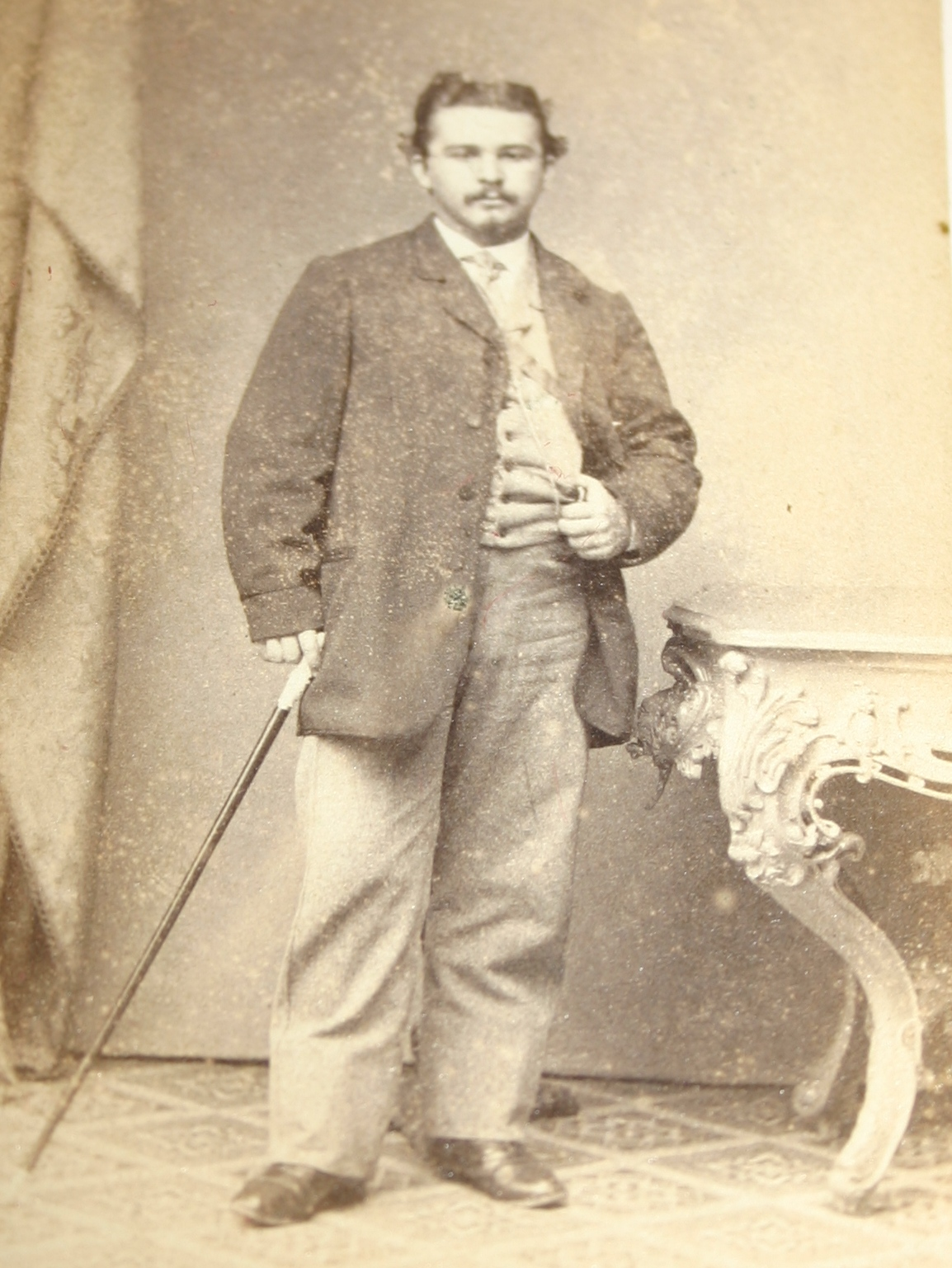
Julius Scharlach (1863)

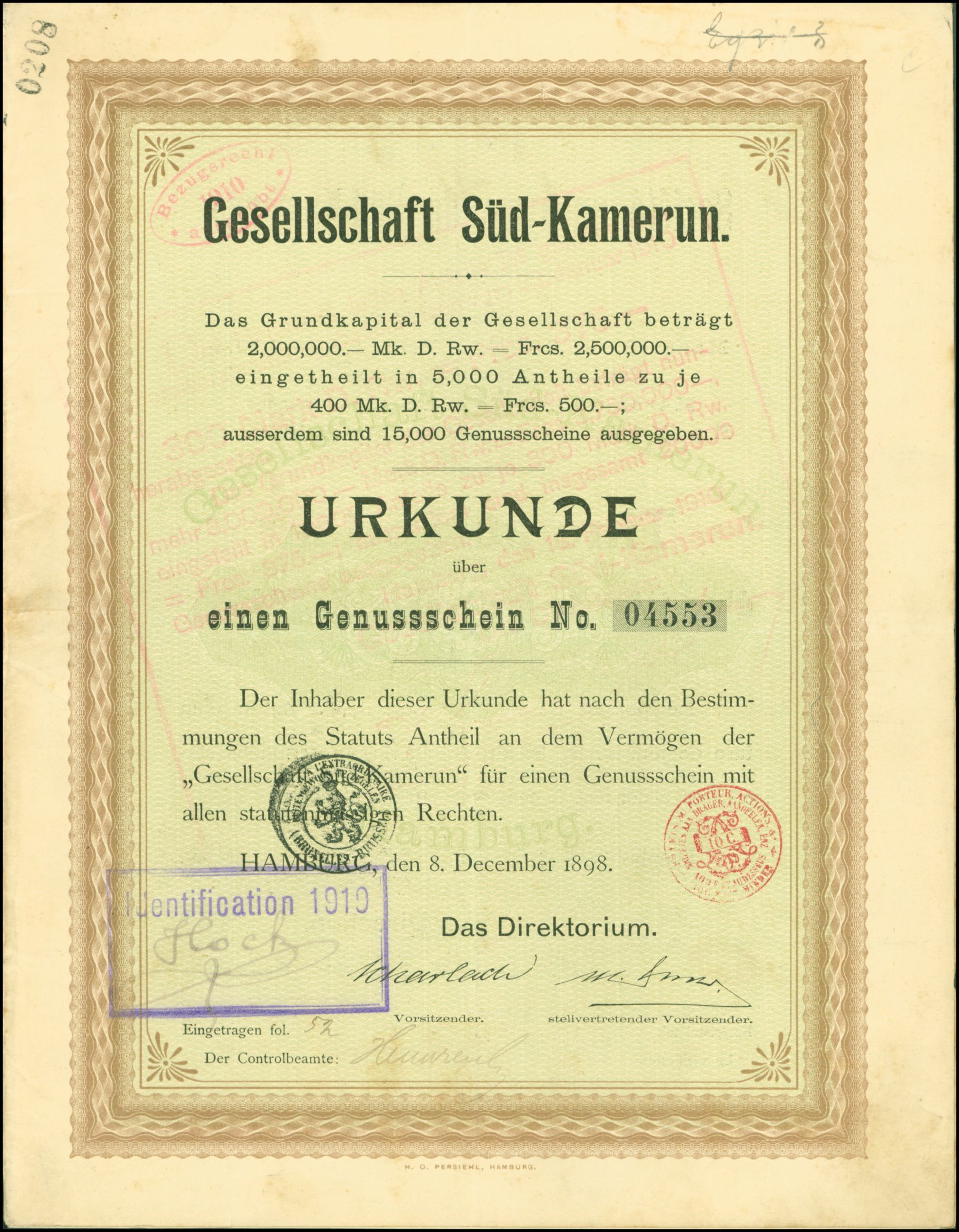
Genussschein der Gesellschaft Süd-Kamerun vom 8. Dezember 1898, signiert von Julius Scharlach als Vorsitzendem

Julius Scharlach (* 12. Februar 1842 in Bodenwerder; † 18. März 1908 in Hamburg) war ein deutscher Rechtsanwalt und Kolonialunternehmer.

## Leben
Scharlach war der Sohn eines Hamburger Kaufmanns, seine Mutter Rosa eine geborene Ehrenberg. Nach dem Besuch der Gelehrtenschule des Johanneums studierte er ab 1863 Rechtswissenschaften an der Universität Göttingen und wurde Mitglied des Corps Hannovera. Nach der Promotion zum Dr. iur. ließ er sich als Rechtsanwalt in Hamburg nieder und begründete zunächst eine Sozietät mit Theodor Braband. Am Deutsch-Französischen Krieg nahm Scharlach als Freiwilliger teil. 1872 schloss er sich den Anwälten Ludwig Ferdinand Noak und Julius Ludwig Seebom an. Scharlach wurde eine der bedeutenden Privatpersonen in der deutschen Kolonialgeschichte des wilhelminischen Kaiserreichs und entfaltete erhebliche entsprechende Aktivitäten. Er war Gründer und Vorsitzender der Hanseatischen Kolonisations-Gesellschaft, Vorstandsmitglied des Flottenvereins, Präses des Kirchenrates der evangelisch-reformierten Gemeinde und Vorstandsmitglied des deutschen Kolonialrates. Scharlach war Mitbegründer der Kolonialschule in Witzenhausen.
Im Zuge der Kolonisation der Deutschen in Brasilien, an der er beteiligt war, wurde ein Fluss in der Nähe von Blumenau nach ihm benannt.
Als Rechtsanwalt war er Verteidiger des entlassenen Gouverneurs von Deutsch-Ostafrika Carl Peters. Sein Mandat als Syndikus des Nobelkonzerns eröffnete ihm gute Kontakte in britische Finanzkreise. Scharlach arbeitete in den Jahren 1905–1908 eng mit Sir Cecil Rhodes zusammen. Ziel der beiden war die Vermeidung einer kriegerischen Auseinandersetzung zwischen dem Deutschen Reich und dem Vereinigten Königreich. Scharlach engagierte sich selbst wirtschaftlich auch in Deutsch-Südwestafrika und in Kamerun. Er war Gründer der Gesellschaft Süd-Kamerun, Gründer der South West Africa Company in Hamburg, für die er die Damaraland-Konzession erwarb, und Gründer der Otavi Minen- und Eisenbahn-Gesellschaft.
Nach seinem Tode führte sein Sohn, der Handels- und Schifffahrtsrechtler Otto Scharlach, die Hamburger Anwaltskanzlei zunächst gemeinsam mit den Sozien Eduard Wilhelm Westphal, Harald Poelchau und Alexander Lutterroth bis 1939 fort; nach seiner Rückkehr aus der Schweizer Emigration nach dem Zweiten Weltkrieg begründete er 1947 eine Einzelpraxis. Die Kanzlei seines Vaters wurde später als „Stegemann Sieveking Lutteroth“ bekannt und besteht als Hamburger Büro der internationalen Anwaltskanzlei Freshfields Bruckhaus Deringer fort.

## Schriften
- Zur Verteidigung von Dr. Carl Peters, Berlin 1898.